# Aalhaut (Tierpathologie)
Als Aalhaut bezeichnet man in der Tierpathologie linienförmige rußartige Verfärbungen der Dünndarmschleimhaut. Sie tritt vor allem bei Rindern und Pferden bei Vergiftungen durch Brandpilze auf.